# Othresypna submarginata
Othresypna submarginata là một loài bướm đêm trong họ Noctuidae.